# 李春 (正統河南進士)
李春（1407年—？），字景陽，河南開封府鄭州人，民籍。明朝政治人物。

## 生平
河南鄉試第一名舉人（解元）。正统元年（1436年）丙辰科會試第五十九名，廷試二甲第十七名進士。

## 家族
曾祖李温甫。祖父李順，赠大兴县知县。父李觀，大兴县知县。母楊氏，封安人。具慶下。兄景、宣；弟昭、暘。